# Deutsches Kunstarchiv
Das Deutsche Kunstarchiv (DKA) im Germanischen Nationalmuseum (Nürnberg) ist das größte Archiv für schriftliche Nachlässe zur Kunst und Kultur im deutschsprachigen Raum. Es wurde 1964 als Archiv für Bildende Kunst innerhalb des Germanischen Nationalmuseums gegründet und 2008 umbenannt in „Deutsches Kunstarchiv“.
Archiviert werden Vor- und Nachlässe sowie Verbandsschriftgut aus dem Bereich der bildenden Kunst. Das Archiv umfasst mehr als 1400 Bestände und hat einen Umfang von etwa 3,2 Regalkilometern. Der Schwerpunkt liegt auf schriftlichem Archivgut wie persönlichen Dokumenten, Korrespondenzen und Unterlagen, schließt aber unter anderem auch Fotografien, Skizzenbücher und audiovisuelle Medien ein. Der Sammlungsschwerpunkt der analog und digital überlieferten Dokumente reicht vom späten 19. Jahrhundert bis in die Gegenwart und umfasst die Bereiche Architektur, Bildhauerei, Bildwissenschaft, Design, Fotografie, Kunstgeschichte, Kunsthandel, Kunsthandwerk, Malerei und Restaurierung.
Zu den Aufgaben des DKA gehören neben dem Sammeln und Bewahren von Vor- und Nachlässen auch deren wissenschaftliche Erschließung und Vermittlung. An der Schnittstelle zwischen Kunstproduktion, Wissenschaft und kunstinteressierter Öffentlichkeit werden unter Berücksichtigung laufender Rechte die Bestände allen Interessierten zur Einsicht im Studiensaal des Archivs zur Verfügung gestellt, schriftliche Anfragen beantwortet, Archivalien für Ausstellungen bereitgestellt sowie Workshops und Tagungen veranstaltet. Durch Lehraufträge, Vorträge und Führungen, durch Ausstellungen, Editionsprojekte, die Vorbereitung von Werkverzeichnissen und Biographien steht das DKA mit anderen Archiven, Museen und Universitäten sowie zahlreichen Forschern und Kunsthistorikern in engem Austausch.
Bisherige Archivleiter: Ludwig Veit, Irmtraud von Andrian-Werburg, Birgit Jooss und Roland Prügel, Susanna Brogi (seit 2018).

## Bestände
Bedeutende Nachlässe stammen von Lovis Corinth, Otto Dix, Johannes Grützke, Olaf Gulbransson, Hannah Höch, Käthe Kruse, Franz Marc, Gerhard Marcks, Gabriel von Max, Stefan Moses, Anna Muthesius, Ernst Wilhelm Nay, Richard Riemerschmid, Elisabeth Treskow, Werner Tübke, Ursula Schultze-Bluhm und Sarah Schumann. Auch die Unterlagen zur Reichstagsverhüllung von Christo wurden dem Deutschen Kunstarchiv überlassen. Zu den bedeutenden kunstwissenschaftlichen Beständen gehören die von Kurt Bauch, Hans Belting, Tilmann Buddensieg, Ludwig Grote, Edwin Redslob, Wilhelm Worringer und Ottilie Thiemann-Stoedtner. Zudem befinden sich auch die Archive von Galerien und Vereinen im Deutschen Kunstarchiv wie der Kunsthandlung C. G. Boerner, der Galerien Arnold/Gutbier und Heinemann, des Verbands Deutscher Kunsthistoriker sowie des Ulmer Vereins - Verband für Kunst- und Kulturwissenschaften e. V.
Eine Namensliste der im Deutschen Kunstarchiv verwahrten Bestände ist über die Homepage des GNM einsehbar. Neben Übersichten und Beschreibungen zu den Beständen ist der Erschließungsstand über die Datenbank online zugängig. Die vom Bundesarchiv Koblenz eingerichtete Zentrale Datenbank Nachlässe. enthält die Übersichten zu den Beständen natürlicher Personen mit kurzen Inhaltsangaben, Umfang, Laufzeit und Grad der Verzeichnung. Neuzugänge sowie Neuverzeichnungen werden jährlich im Anzeiger des Germanischen Nationalmuseums publiziert.

## Ausstellungen
Schon seit Mitte der 1970er Jahre finden im Germanischen Nationalmuseum monografische Sonderausstellungen des Deutschen Kunstarchivs in der Reihe „Werke und Dokumente“ statt. Sie geben Einblicke in das künstlerische Schaffen ebenso wie in die Beschaffenheit des schriftlichen Nachlasses und werden jeweils von einem Katalog begleitet.
Durch Leihgaben unterstützt das Archiv regelmäßig externe und interne Ausstellungen, so zuletzt unter anderem die Sonderausstellungen des Germanischen Nationalmuseums „Franz Marc auf dem Weg zum ‚Blauen Reiter‘. Die Skizzenbücher“ (2019), „Abenteuer Forschung“ (2019/2020), „Zeichen der Zukunft. Wahrsagen in Ostasien und Europa“ (2020/21) und „Europa auf Kur. Ernst Ludwig Kirchner, Thomas Mann und der Mythos Davos“ (2021/22).
Eigenständige Sonderausstellungen:
- 1976 Charles Crodel (Katalog: Materialien 1)
- 1977 Otto Dix (Katalog: Materialien 2)
- 1978 Cuno Fischer (Katalog: Materialien 3)
- 1978 Fritz Koelle (Katalog: Materialien 4a)
- 1978 Hans Reiffenstuel (Katalog: Materialien 4b)
- 1978 Bernhard Bleeker (Katalog: Materialien 5a)
- 1978 Curth Georg Becker (Katalog: Materialien 6)
- 1979 Gerhard Marcks. Briefe und Werke (Katalog: Materialien 7)
- 1980 Ernst Wilhelm Nay. Bilder und Dokumente (Katalog: Werke und Dokumente, NF. 1)
- 1980 Olaf Gulbransson (Katalog: Werke und Dokumente, NF. 2)
- 1981 Georg Meistermann (Katalog: Werke und Dokumente, NF. 3)
- 1981 Conrad Felixmüller (Katalog: Werke und Dokumente, NF. 4)
- 1982 Richard Riemerschmid. Vom Jugendstil zum Werkbund (Katalog: Werke und Dokumente, NF. 5)
- 1984 Gustav Seitz (Katalog: Werke und Dokumente, NF. 6)
- 1987 Otto Herbert Hajek (Katalog: Werke und Dokumente, NF. 7)
- 1988 Gerhard Marcks (Katalog: Werke und Dokumente, NF. 8)
- 1991 Max Kaus (Katalog: Werke und Dokumente, NF. 9)
- 1995 Carl-Heinz Kliemann (Katalog: Werke und Dokumente, NF. 10)
- 1996 Eberhard Fiebig. Plädoyer für eine intelligente Kunst (Katalog: Werke und Dokumente, NF. 11)
- 1998 Karl Hartung (Katalog: Werke und Dokumente, NF. 12)
- 2003 Heinz Trökes (Katalog: Werke und Dokumente, NF. 13)
- 2005 Georg Tappert. Deutscher Expressionist (Katalog: Werke und Dokumente, NF. 14)
- 2011 Johannes Grützke. Die Retrospektive (Katalog: Werke und Dokumente, NF. 15)

## Digitale Ausstellungen

### Auge und Linse. Stefan Moses (1928–2018)
Die virtuelle Ausstellung erinnert im Rahmen des digitalen Gemeinschaftsprojektes des AsKI e. V. an den Fotografen Stefan Moses.
Als Stefan Moses 1950 in München eintraf, war er noch keine 26 Jahre alt. Hinter ihm lagen eine Berufsausbildung zum Fotografen und der beeindruckende Karrierebeginn als jüngster Bühnenfotograf am Nationaltheater Weimar. Sein früher Erfolg, sein Wechsel von Ost- nach Westdeutschland und ein glänzender Neustart in der noch vom Zweiten Weltkrieg gezeichneten, ihrerseits zum Aufbruch drängenden Stadt schoben sich vor die Stationen seines vorausgegangenen Lebenswegs. Doch wann immer er den Blick zurück über die eigene Schulter warf – in Interviews oder für die Klappentexte seiner Bücher –, traten die Traumata der Verfolgung in seiner Kindheit im Nationalsozialismus wie dunkle Schatten hervor.

### DigiPortA. Digitalisierung und Erschließung von Porträtfotografien des Deutschen Kunstarchivs
Das Deutsche Kunstarchiv besitzt im Rahmen seiner Bestände zahlreiche Porträtfotografien sowohl aus dem privaten als auch aus dem beruflichen Kontext der jeweiligen Personen. Um diese besser auffindbar zu machen, wurde eine größere Anzahl viel gefragter Porträtfotografien digitalisiert und mit Metadaten erschlossen und im Jahr 2015 der Forschung in einer Datenbank zugänglich gemacht.
Das Erschließungsprojekt „DigiPortA“ ist ein Gemeinschaftsprojekt von neun Archiven der Leibniz-Gemeinschaft. Unter der Federführung des Archivs des Deutschen Museums (München), werden insgesamt 33.000 Porträts aufgenommen und somit der Forschung und Öffentlichkeit zur Verfügung gestellt. Mit einer Konzentration auf Personenporträts aus Kunst, Wissenschaft und Technik des 19. und 20. Jahrhunderts wird das Angebot zur elektronischen Biografik in unikaler Weise erweitert. Durch die Beschreibung der übergeordneten Sammlung werden der biographischen Forschung reichhaltige Quellenbestände neu erschlossen und nachgewiesen. Das Deutsche Kunstarchiv hat in diesem Rahmen über 4.000 Porträtfotografien digitalisiert und erfasst.

### Künste im Exil
Das Deutsche Kunstarchiv besitzt zahlreiche Dokumente von Künstlern und Kunstwissenschaftlern, die in der NS-Zeit ins Exil gehen mussten. Das Projekt hat das Ziel, Bilder und Texte auch aus den Beständen des Deutschen Kunstarchivs zu recherchieren, zu erforschen und im Rahmen der virtuellen Ausstellung „Künste im Exil“ zugänglich zu machen. Die im Namen des Bundesbeauftragten für Kultur und Medien geförderte und vom „Deutschen Exilarchiv 1933–1945 der Deutschen Nationalbibliothek“ betreute Internet-Plattform befasst sich mit Exil und Emigration unter anderem von Schriftstellern, Filmemachern, bildenden Künstlern, Theaterschaffenden und Musikern. Die Ausstellung erinnert an die individuellen Schicksale zahlreicher Kunstschaffender und öffnet das Thema „Exil“ somit für ein breites Publikum.

## Online-Projekte des DKA

### WissKI
Seit 2024 veröffentlicht das Deutsche Kunstarchiv seine Daten in einer neuen Online-Datenbank, die auf der wissenschaftlichen Kommunikationsinfrastruktur WissKI basiert. Bereits seit 2019 nutzt das Archiv die virtuelle Forschungsumgebung WissKI zur Erschließung seiner Daten. Dafür wurde auf Basis des CIDOC CRM eine archivspezifisch angepasste Domänenontologie entwickelt. Diese umfasst einerseits eine standardisierte Erschließung und bietet andererseits vielfältige Funktionen und Recherchemöglichkeiten, die an die Bedürfnisse des Archivs angepasst sind.

### Galerie Heinemann online
2009 bis 2010 erarbeitete das Deutsche Kunstarchiv ein Digitalisierungsprojekt zur Erschließung der schriftlichen Unterlagen der Münchner Galerie Heinemann (1872–1938). Die Galerie war bis zu ihrer „Arisierung“ 1939 durch die Nationalsozialisten eine der bedeutendsten deutschen Kunsthandlungen. Die erhaltenen Geschäftsunterlagen übergab die Familie 1972 dem Deutschen Kunstarchiv.
Für eine Internet-Datenbank wurden die Geschäftsbücher und die Karteien der Galerie Heinemann, die sich im Deutschen Kunstarchiv in Nürnberg befinden, sowie die Kataloge und Fotografien, die das Zentralinstitut für Kunstgeschichte in München bewahrt, bearbeitet. Dieses wichtige Quellenmaterial wurde digitalisiert, transkribiert und die Informationen in einer Datenbank verknüpft. Seit 2010 stehen die Ergebnisse zur freien und kostenlosen Recherche im Internet zur Verfügung. Die Datenbank erschließt Informationen zu über 43.000 Gemälden aller Epochen sowie zu ca. 13.000 mit ihrem Erwerb beziehungsweise Verkauf verbundenen Personen und Institutionen. Damit stellt das Deutsche Kunstarchiv der Provenienzforschung ein exzellentes Werkzeug bereit, das auch für die Recherchen in den Sammlungen deutscher Museen eine zentrale Bedeutung besitzt.

### Kommentierte Online-Edition der fünf Reisetagebücher Hans Posses (1939–1942) im Deutschen Kunstarchiv am Germanischen Nationalmuseum
Das Deutsche Kunstarchiv verwahrt im Teilnachlass von Hans Posse (1879–1942) fünf Reisetagebücher aus den Jahren 1939 bis 1942. Das vom Deutschen Zentrum Kulturgutverluste geförderte Projekt stellt diese Quellen sukzessive in Form einer digitalen Edition der Provenienzforschung, der Forschung zur NS-Kunstpolitik sowie einer interessierten Öffentlichkeit zur Verfügung.
Der Kunsthistoriker Hans Posse war von 1910 bis zu seinem Tod im Dezember 1942 Direktor der Dresdner Gemäldegalerie und von 1939 an Sonderbeauftragter Adolf Hitlers. In dieser Funktion war er sowohl für den Aufbau einer Sammlung für das „Führermuseum Linz“ zuständig als auch für die Vorbereitung und Umsetzung eines Verteilungsprogramms von NS-Raubkunst auf „ostmärkische“ und weitere Museen im Deutschen Reich. Sein Diensttagebuch sowie fünf Reisekladden dokumentieren die von ihm in diesem Zusammenhang unternommenen Dienstreisen. Gerade die Reisekladden stellen eine eminente Quelle für die Forschung zum NS-Kunstraub, zur NS-Museumspolitik und für die Provenienzforschung dar. Sie dokumentieren in singulärer Weise Posses Aktivitäten in den besetzten Gebieten, etwa in Polen und Frankreich, und seine Kontakte zu NSDAP-Organisationen und lokalen Gauleitungen.

## Vorträge
Im Juli 2008 startete die Vortragsreihe „Aus dem Deutschen Kunstarchiv“. Einmal im Quartal werden neue wissenschaftliche Erkenntnisse, die Forscher aus ihrer Arbeit im Archiv gewinnen, einem kunstinteressierten Publikum vorgestellt. Die Vorträge werden von kleinen Vitrinenausstellungen begleitet, die das jeweilige Thema anhand von Originaldokumenten aus dem Deutschen Kunstarchiv illustrieren.
Folgende Veranstaltungen fanden statt:
- 2008
  - Peter Kropmanns: Lovis und die Corinther. Der Künstler und seine Familie im Spiegel der Kunst und des Deutschen Kunstarchivs (Aus dem DKA 1)
  - Uta Kuhl: Ich habe es immer gesagt, Sie sind der beste Briefschreiber unsres Jahrhunderts. Zum Briefwechsel zwischen Gerhard Marcks und Hans Wimmer (Aus dem DKA 2)

- 2009
  - Hans-Joachim Hinz: Raubkunst – Spurensuche im Deutschen Kunstarchiv (Aus dem DKA 3)
  - Ruth Negendanck: Künstlerlandschaft Chiemsee (Aus dem DKA 4)
  - Christian Welzbacher: Edwin Redslob. Kulturpolitiker und Kämpfer für die Moderne (Aus dem DKA 5)

- 2010
  - Sabine Fastert: Die Sprache des Mythos bei Ernst Wilhelm Nay und Werner Heldt (Aus dem DKA 6)
  - Gerda Breuer: Der Architekt Hans Schwippert. Moderation des Wiederaufbaus (Aus dem DKA 7)
  - Katja Förster: Der Briefwechsel zwischen Franz Marc und Paul Klee (Aus dem DKA 8)
  - Thomas Völlmar: Fritz Schumacher. Theaterentwürfe und Architekturphantasien (Aus dem DKA 9)

- 2011
  - Karin Althaus: Der Künstler, Spiritist und Darwinist Gabriel von Max (Aus dem DKA 10)
  - Gabriele Ewenz: Johann Wilhelm Schirmer. Ein Pionier der Landschaftsmalerei im 19. Jahrhundert (Aus dem DKA 11)
  - Matthias Hamann: Ludwig Dills Lebenserinnerungen: Zwischen Dichtung und Wahrheit (Aus dem DKA 12)
  - Claudia Quiring: Ernst May – Plan-Athlet und Baudiktator? Neue Blicke auf Leben und Werk (Aus dem DKA 13)

- 2012
  - Birgit Jooss: Johannes Grützke. Die vielen Facetten eines Künstlers (Aus dem DKA 14)
  - Peter Bernhard: Die unbekannten Lehren des Bauhauses (Aus dem DKA 15)
  - Anke Daemgen: Die Neue Secession Berlin und der Aufschwung des Expressionismus (Aus dem DKA 16)
  - Olaf Peters: Otto Dix und der Kunsthandel in der Weimarer Republik (Aus dem DKA 17)

- 2013
  - Andreas Strobl: Der Simplicissimus-Zeichner Karl Arnold. Leben, Werk und Funde aus dem Nachlass (Aus dem DKA 18)
  - Hanna Strzoda: Die Galerie des 20. Jahrhunderts – Ein Berliner Museum der Nachkriegszeit. (Aus dem DKA 19)
  - Martin Schieder: Un Art Autre. Die deutsch-französischen Kunstbeziehungen nach 1945. (Aus dem DKA 20)
  - Ruth Negendanck: Ein Lächeln für Alle. Der schwedisch-deutsche Maler und Grafiker Brynolf Wennerberg (Aus dem DKA 21)

- 2014
  - Thomas Bauer-Friedrich: „Man kann nicht malen wie der Ochse brüllt“. Conrad Felixmüller zwischen Kunst und Politik. (Aus dem DKA 22)
  - Harald Tausch: „Der Alchimist“. Gustav Friedrich Hartlaubs Beitrag zur Kulturwissenschaft (Aus dem DKA 23)
  - Matthias Memmel: Künste im Exil – Schicksale deutscher Künstler im 20. Jahrhundert (Aus dem DKA 24)
  - Gudrun Schmidt und Daniel Scholz: Otto Dix. Briefe an Familie, Freunde und Sammler, an Kunsthändler und Institutionen (Aus dem DKA 25)

- 2015
  - Birgit Schwarz: Hans Posse – Der Sonderbeauftragte Adolf Hitlers (Aus dem DKA 26)
  - Elke Tesch: Schwestern im Geist. Die Fotografin Steffi Brandl und die Puppenkünstlerin Käthe Kruse (Aus dem DKA 27)
  - Gisela Framke: Zwei Frauenleben in Dortmund 1920–1940. Die Textilkünstlerin Irma Goecke und die Fotografin Annelise Kretschmer (Aus dem DKA 28)
  - Dorothea Schöne: Porträt einer Stadt. Heinz Trökes‘ Beschreibungen der Berliner Nachkriegskunst (Aus dem DKA 29)

- 2016
  - Birgit Rauschert: Verfemte Kunst in Nürnberg. Schicksale der „Verschollenen“ (1919–1949) (Aus dem DKA 30)
  - Brigitte Rossbeck: Franz Marc – Ergebnisse einer Spurensuche (Aus dem DKA 31)
  - Freyja Hartzell: Sachlichkeit als Persönlichkeit: der Designer Richard Riemerschmid (Aus dem DKA 32)
  - Karin Barth: Josef Hegenbarth. Ein Flaneur zeichnet seine Welt (Aus dem DKA 33)

- 2017
  - Gerd Hardach: Parallele Leben: Mathilde Scheinberger und Karl Hofer (Aus dem DKA 34)
  - Saskia Mattern: Der Kunsthistoriker Ludwig Grote und sein Nachlass im Deutschen Kunstarchiv (Aus dem DKA 35)

- 2018
  - Roland Kanz: Der Kunsthistoriker Herbert von Einem (1905–1983). Ein Gelehrtenleben in Deutschland zwischen Weimarer Republik, Drittem Reich, Adenauerzeit und 1968er Bewegung (Aus dem DKA 36)
  - Silke Reiter und Daniela Uher: Mathematik und Intuition. Neue Forschungen zum Œuvre Günter Fruhtrunks (Aus dem DKA 37)
  - Ruth Negendanck und Claus Pese: Zauberinsel Capri. Auf den Spuren deutschsprachiger Künstler (Aus dem DKA 38)
  - Susanna Brogi: „Signora Imortella!“ Else Lasker-Schülers zeitlose Korrespondenz im Deutschen Kunstarchiv (Aus dem DKA 39)

- 2019
  - Evamaria Lösche: Sammeln – Produzieren – Ausstellen. Der Museumsmann und Kulturvermittler Günther von Pechmann (Aus dem DKA 40)
  - Marian Wild: Joost Schmidts vergessene Bühne. Leben, Werk und Tragik des dienstältesten Bauhäuslers (Aus dem DKA 41)
  - Caroline Jessen: Schattenbilder. Die israelische Graphik-Künstlerin Franzisca Baruch und der Reichskunstwart (Aus dem DKA 42)
  - Marie Christine Kremers: Ernst Weil im Ring. Ein Maler gegen den Zeitgeist (Aus dem DKA 43)

- 2020
  - Susanna Brogi: „Café im Schnee“ Der Fotograf Stefan Moses als Chronist und Wortartist (Aus dem DKA 44)
  - Svenja Kriebel: Elisabeth Treskow. Die Grande Dame der Gold- und Silberschmiedekunst (Aus dem DKA 45) (pandemiebedingt abgesagt)

- 2021
  - Ruth Negendanck: Klingende Grafik. Die Kunst der Notentitel (Aus dem DKA 46)

- 2022
  - Sandra Mickelat: Franz Marcs „Briefe aus dem Feld“. Eine experimentelle Buchgestaltung (Aus dem DKA 47)